# باتريك اومالي
باتريك اومالي (بالإنجليزية: Patrick O'Malley)‏ (و. 1950 – م) هو سياسي من الولايات المتحدة الأمريكية .